# Расул, Ахтар
Ахтар Расул Камбох (урду اختر رسول‎, англ. Akhtar Rasool Kamboh, 13 января 1954, Лайяллпур, Пакистан) — пакистанский хоккеист (хоккей на траве), полузащитник. Серебряный призёр летних Олимпийских игр 1972 года, бронзовый призёр летних Олимпийских игр 1976 года, чемпион мира 1971, 1978 и 1982 годов.

## Биография
Ахтар Расул родился 13 января 1954 года в пакистанском городе Лайяллпур (сейчас Фейсалабад).
Окончил государственный колледж Лахора, где был капитаном хоккейной команды.
В 1972 году вошёл в состав сборной Пакистана по хоккею на траве на Олимпийских играх в Мюнхене и завоевал серебряную медаль. Играл на позиции полузащитника, провёл 4 матча, мячей не забивал.
В 1976 году вошёл в состав сборной Пакистана по хоккею на траве на Олимпийских играх в Монреале и завоевал бронзовую медаль. Играл на позиции защитника, провёл 6 матчей, забил 2 мяча (по одному в ворота сборных Австралии и Нидерландов).
В 1971, 1978 и 1982 годах в составе сборной Пакистана завоевал золотые медали на чемпионатах мира в Барселоне, Буэнос-Айресе и Бомбее, в 1975 году выиграл серебро в Куала-Лумпуре.
В 1974 году завоевал золотую медаль хоккейного турнира летних Азиатских игр в Тегеране.
В 1971—1982 годах провёл за сборную Пакистана 146 матчей, забил 22 мяча.
В 1983 году удостоен правительственной награды Pride of Perfomance.
По окончании игровой карьеры стал функционером. В разные годы был президентом спортивного совета Пенджаба, президентом хоккейной ассоциации и ассоциации лёгкой атлетики Пенджаба. В 1997 и 2013 годах был избран президентом Пакистанской хоккейной федерации, в 2002 году возглавил селекционную комиссию федерации.
В 2012 году тренировал сборную Пакистана по хоккею на траве на летних Олимпийских играх в Лондоне, где его подопечные заняли 7-е место.
В 1985 году начал политическую карьеру. Был депутатом провинциальной ассамблеи Пенджаба. В 1986 году стал министром акцизов и налогов Пенджаба, в 1988 году — министром спорта.

## Семья
Отец Ахтара Расула Гулам Расул (1931—1991) также выступал за сборную Пакистана по хоккею на траве, завоевал на летних Олимпийских играх золото в 1960 году в Риме и серебро в 1956 году в Мельбурне.
Двоюродный брат Аршад Чаудри (1950—2015) вместе с Ахтаром Расулом играл на летних Олимпийских играх 1976 года в Монреале и завоевал бронзу.